# Metodo Otsu

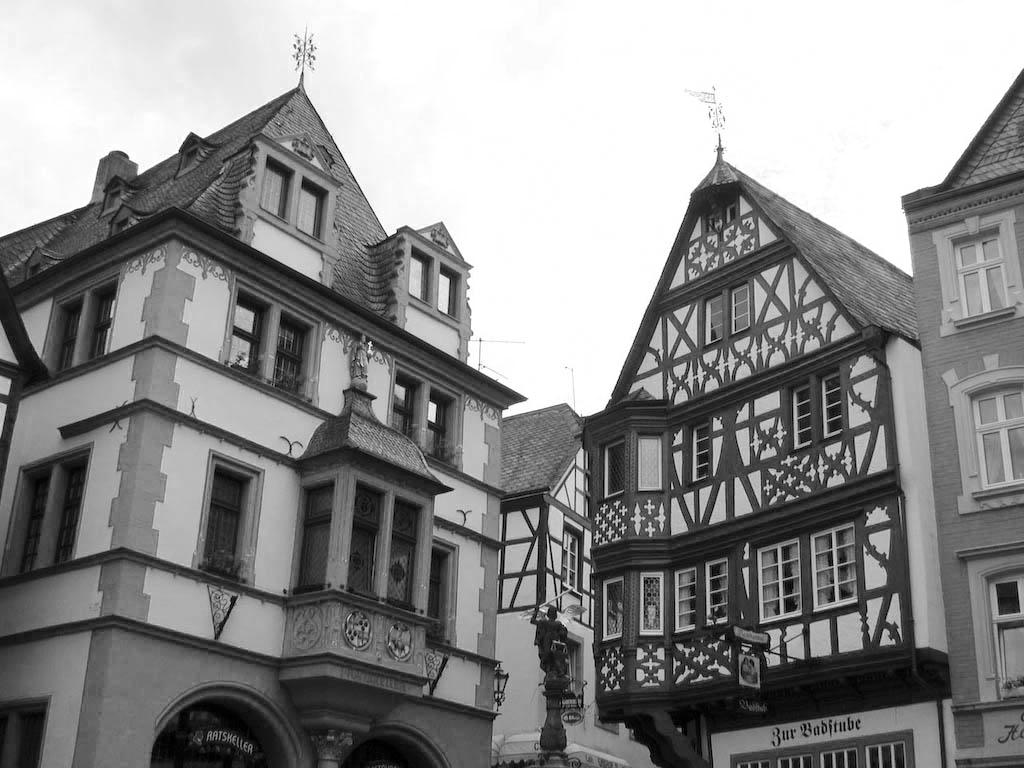
Immagine originale

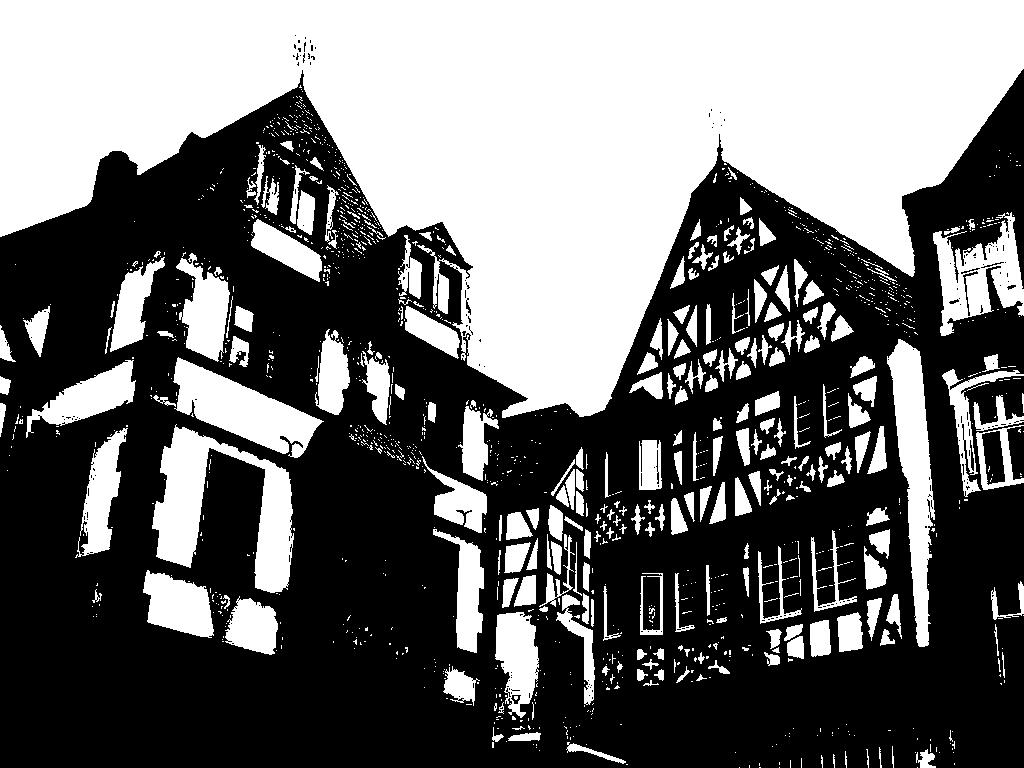
Esempio di immagine sogliata con l'algoritmo Otsu

Il metodo Otsu è un metodo di sogliatura automatica dell'istogramma nelle immagini digitali.
L'algoritmo presume che nell'immagine da sogliare siano presenti due sole classi e quindi calcola la soglia ottima per separare queste due classi minimizzando la varianza intra classe.
Il nome del metodo deriva da Nobuyuki Otsu (大津展之).

## Metodo
Il metodo Otsu minimizza la varianza intra classe, definita come somma pesata delle varianze delle due classi:

{\displaystyle \sigma _{w}^{2}(t)=\omega _{1}(t)\sigma _{1}^{2}(t)+\omega _{2}(t)\sigma _{2}^{2}(t)}
I pesi {\displaystyle \omega _{i}} sono le probabilità che le due classi siano separate dalla soglia {\displaystyle t} e dalla varianza {\displaystyle \sigma _{i}^{2}}.
Otsu ha dimostrato che minimizzare la varianza intra classe equivale a massimizzare la varianza inter classe:
{\displaystyle \sigma _{b}^{2}(t)=\sigma ^{2}-\sigma _{w}^{2}(t)=\omega _{1}(t)\omega _{2}(t)\left[\mu _{1}(t)-\mu _{2}(t)\right]^{2}}
che esprime in termini di probabilità della classe {\displaystyle \omega _{i}} e di media della classe {\displaystyle \mu _{i}}.
Questa idea è applicabile nel seguente algoritmo.

### Algoritmo
1. Calcolare l'istogramma e le probabilità di ogni suo livello
2. Imporre {\displaystyle \omega _{i}(0)} e {\displaystyle \mu _{i}(0)}
3. Iterare per {\displaystyle t=1\ldots } valore massimo
  1. aggiornare {\displaystyle \omega _{i}} e {\displaystyle \mu _{i}}
  2. calcolare {\displaystyle \sigma _{b}^{2}(t)}
4. Il livello di soglia desiderato corrisponde con il valore massimo di {\displaystyle \sigma _{b}^{2}(t)}